# Gewichtheffen op de Gemenebestspelen 2006
Gewichtheffen is een van de olympische sporten die werden beoefend tijdens de Gemenebestspelen 2006.

## Mannen

### -56 kilogram
| rang   | naam                    | land | gewicht |
| ------ | ----------------------- | ---- | ------- |
| Goud   | Baharom Mohd Faizal Bin | MAS  | 255 kg  |
| Zilver | Vicky Batta             | IND  | 245 kg  |
| Brons  | Guntali Matin Bin       | MAS  | 238 kg  |
| 4      | Raju Edwin              | IND  | 235 kg  |
| 5      | Daniel Koum Koum        | CMR  | 231 kg  |
| 6      | Nayden Rusev            | CYP  | 222 kg  |
| 7      | Starron Dowabobo        | NRU  | 220 kg  |
| 8      | Mubarak Kivumbi         | UGA  | 218 kg  |
| 9      | Akramul Haque           | BAN  | 218 kg  |
| 10     | Obrie Nondo             | ZAM  | 215 kg  |
| 11     | Alphonso Riaan Adonis   | RSA  | 212 kg  |
| 12     | Ismail Katamba          | UGA  | 210 kg  |
| 13     | Joe Namuno              | PNG  | 195 kg  |
| 14     | Leo Kivavie             | PNG  | 180 kg  |
| 15     | Relebohile Motjamela    | LES  | 155 kg  |
| 16     | Emil Nishantha          | SRI  | 95 kg   |

### -62 kilogram
| rang   | naam                     | land | gewicht |
| ------ | ------------------------ | ---- | ------- |
| Goud   | Chinthana Vidanage       | SRI  | 271 kg  |
| Zilver | Arun Murugesan           | IND  | 271 kg  |
| Brons  | Abdul Rashid Roswadi Bin | MAS  | 261 kg  |
| 4      | Muhammad Ishtiaq Ghafoor | PAK  | 258 kg  |
| 5      | Mahayudin Naharudin Bin  | MAS  | 257 kg  |
| 6      | Md Hamidul Islam         | BAN  | 256 kg  |
| 7      | Bernadin Kinguematam     | CMR  | 255 kg  |
| 8      | Yurik Sarkisian          | AUS  | 255 kg  |
| 9      | Sébastien Groulx         | CAN  | 253 kg  |
| 10     | Otshile Greg Shushu      | RSA  | 242 kg  |
| 11     | Dimitris Minasidis       | CYP  | 242 kg  |
| 12     | Antoni Sudesh            | SRI  | 235 kg  |
| 13     | Musa Kamara              | SLE  | 222 kg  |
| 14     | Makhosi Shabalala        | SWZ  | 220 kg  |
| 15     | Ika Alfred Aliklik       | NRU  | 216 kg  |
| 16     | Moses Kimbowa            | UGA  | 211 kg  |
| 17     | Tekaei Temake            | KIR  | 208 kg  |
| 18     | Tsepo Matsoso            | LES  | 145 kg  |
| 19     | Kamran Panjavi           | ENG  | 118 kg  |
| 20     | Constantine Vasiliades   | CYP  | 0 kg    |

### -69 kilogram
| rang   | naam                      | land | gewicht |
| ------ | ------------------------- | ---- | ------- |
| Goud   | Benjamin Alexander Turner | AUS  | 294 kg  |
| Zilver | Muhammad Hidayat          | MAS  | 293 kg  |
| Brons  | Sudhir Kumar              | IND  | 287 kg  |
| 4      | François Etoundi          | CMR  | 286 kg  |
| 5      | Joel Christopher Wilson   | AUS  | 283 kg  |
| 6      | Mark Graham Spooner       | NZL  | 279 kg  |
| 7      | Francis Luna-Grenier      | CAN  | 276 kg  |
| 8      | Josefa Vueti              | FIJ  | 272 kg  |
| 9      | Alexandros Amanatidis     | CYP  | 259 kg  |
| 10     | Jalon Renos Doweiya       | NRU  | 255 kg  |
| 11     | Romeo Teofilo Simeon      | SEY  | 240 kg  |
| 12     | Esau Logona               | TUV  | 236 kg  |
| 13     | Magarajen Monien          | MRI  | 225 kg  |
| 14     | Gift Mwewa                | ZAM  | 223 kg  |
| 15     | Beru Karianako            | KIR  | 0 kg    |

### -77 kilogram
| rang   | naam                    | land | gewicht |
| ------ | ----------------------- | ---- | ------- |
| Goud   | Majeti Fetrie           | GHA  | 309 kg  |
| Zilver | Mohammed Zakir Asdullah | IND  | 301 kg  |
| Brons  | Muhammad Irfan Irfan    | PAK  | 299 kg  |
| 4      | Richard John Patterson  | NZL  | 293 kg  |
| 5      | Faavae Faauliuli        | SAM  | 283 kg  |
| 6      | David Katoatau          | KIR  | 275 kg  |
| 7      | Dayan Nawendra          | SRI  | 256 kg  |
| 8      | Dhanushka Nicholas      | SRI  | 256 kg  |
| 9      | Jack Odongo Yaya        | KEN  | 255 kg  |
| 10     | Kelepulu Makahili       | TGA  | 240 kg  |
| 11     | Linda Matsebula         | SWZ  | 220 kg  |
| 12     | Lebohang Ratsiu         | LES  | 130 kg  |
| 13     | Yukio Peter             | NRU  | 0 kg    |

### -85 kilogram
| rang   | naam                   | land | gewicht |
| ------ | ---------------------- | ---- | ------- |
| Goud   | Shuja-Ud-Din Malik     | PAK  | 343 kg  |
| Zilver | Brice Vivien Batchaya  | CMR  | 331 kg  |
| Brons  | Simplice Ribouem       | CMR  | 325 kg  |
| 4      | Satheesha Rai          | IND  | 322 kg  |
| 5      | Darryn David Anthony   | RSA  | 310 kg  |
| 6      | Peter Duncan Kirkbride | SCO  | 297 kg  |
| 7      | David Obiero           | KEN  | 263 kg  |
| 8      | Teataua Tiito          | KIR  | 257 kg  |
| 9      | Abu-Bakarr Kabia       | SLE  | 250 kg  |

### -94 kilogram
| rang   | naam                    | land | gewicht |
| ------ | ----------------------- | ---- | ------- |
| Goud   | Aleksan Karapetyan      | AUS  | 350 kg  |
| Zilver | Simon Francis Heffernan | AUS  | 332 kg  |
| Brons  | Thomas Litster Yule     | SCO  | 326 kg  |
| 4      | Grant Haynes Cavit      | NZL  | 320 kg  |
| 5      | Dalas-John Santavy      | CAN  | 319 kg  |
| 6      | Nicolas Roberts         | CAN  | 318 kg  |
| 7      | Can Osman               | CYP  | 293 kg  |
| 8      | Michael Johnson Abotsi  | GHA  | 287 kg  |
| 9      | Achilleas Michail       | CYP  | 0 kg    |
| 10     | Steven Jeffrey Baccus   | SEY  | 0 kg    |

### -105 kilogram
| rang   | naam                       | land | gewicht |
| ------ | -------------------------- | ---- | ------- |
| Goud   | Akos Sandor                | CAN  | 341 kg  |
| Zilver | Valeriane Sarava           | AUS  | 333 kg  |
| Brons  | Che Mohd Azrol Bin Che Mat | MAS  | 330 kg  |
| 4      | Gurbinder Singh Cheema     | ENG  | 330 kg  |
| 5      | Sajjad Amin Malik          | PAK  | 328 kg  |
| 6      | Niusila Opeloge            | SAM  | 315 kg  |
| 7      | Tavita Tuuamaalii          | SAM  | 310 kg  |
| 8      | Ivorn Preston McKnee       | BAR  | 295 kg  |
| 9      | Sam Pera Jr.               | COK  | 293 kg  |
| 10     | Sam Pera Sr.               | COK  | 281 kg  |
| 11     | Sudesh Narayana            | SRI  | 245 kg  |
| 12     | Anthony Soalla-Bell        | SLE  | 215 kg  |
| 13     | Ranjith Kumara             | SRI  | 0 kg    |

### +105 kilogram
| rang   | naam                  | land | gewicht |
| ------ | --------------------- | ---- | ------- |
| Goud   | Chris Rae             | AUS  | 388 kg  |
| Zilver | Damon Joseph Kelly    | AUS  | 385 kg  |
| Brons  | Itte Detenamo         | NRU  | 360 kg  |
| 4      | Maamaloa Lolohea      | TGA  | 312 kg  |
| 5      | Terrance Perdue       | WAL  | 311 kg  |
| 6      | Marea Taomati         | KIR  | 296 kg  |
| 7      | Bernard Senyo Fetrie  | GHA  | 270 kg  |
| 8      | Leon Tomailuga        | NIU  | 236 kg  |
| 9      | Jody Senatule Laufoli | NIU  | 200 kg  |

## Vrouwen

### -48 kilogram
| rang   | naam                       | land | gewicht |
| ------ | -------------------------- | ---- | ------- |
| Goud   | Kunjarani Devi Nameirakpam | IND  | 166 kg  |
| Zilver | Marilou Dozios-Prévost     | CAN  | 165 kg  |
| Brons  | Erika Yuriko Iris Yamasaki | AUS  | 153 kg  |
| 4      | Joanne Elizabeth Calvino   | ENG  | 147 kg  |
| 5      | Zakaria Zaira Binti        | MAS  | 145 kg  |
| 6      | Suzanne Hiram              | NRU  | 140 kg  |
| 7      | Molla Shabira              | BAN  | 131 kg  |
| 8      | Julie Florida Matatiken    | SEY  | 125 kg  |
| 9      | Kathleen Hare              | PNG  | 124 kg  |
| 10     | Portia Charmaine Vries     | RSA  | 65 kg   |
| 11     | Kate Louise Howard         | WAL  | 58 kg   |

### -53 kilogram
| rang   | naam                      | land | gewicht |
| ------ | ------------------------- | ---- | ------- |
| Goud   | Maryse Turcotte           | CAN  | 188 kg  |
| Zilver | Dika Loa Toua             | PNG  | 181 kg  |
| Brons  | Nadeene Jehan Latif       | AUS  | 152 kg  |
| 4      | Clementina Ciana Agricole | SEY  | 152 kg  |
| 5      | Wendy Hale                | SOL  | 142 kg  |

### -58 kilogram
| rang   | naam                    | land | gewicht |
| ------ | ----------------------- | ---- | ------- |
| Goud   | Yumnam Chanu            | IND  | 185 kg  |
| Zilver | Emily Beth Quarton      | CAN  | 178 kg  |
| Brons  | Natasha Jane Barker     | AUS  | 178 kg  |
| 4      | Rita Kari               | PNG  | 177 kg  |
| 5      | Mona Pretorius          | RSA  | 170 kg  |
| 6      | Laure Miyenga           | CMR  | 153 kg  |
| 7      | Nadini Gunasekara       | SRI  | 153 kg  |
| 8      | Joanne Tina Savastio    | ENG  | 143 kg  |
| 9      | Jacqueline Louise White | AUS  | 77 kg   |
| 10     | Jacinta Moli Willie     | SOL  | 0 kg    |

### -63 kilogram
| rang   | naam                    | land | gewicht |
| ------ | ----------------------- | ---- | ------- |
| Goud   | Michaela Alica Breeze   | WAL  | 220 kg  |
| Zilver | Christine Girard        | CAN  | 212 kg  |
| Brons  | Miel McGerrigle         | CAN  | 190 kg  |
| 4      | Johari Nurul Farhanah   | MAS  | 175 kg  |
| 5      | Gaelle Nayo Ketchanke   | CMR  | 170 kg  |
| 6      | Annette Doreen Campbell | ENG  | 165 kg  |
| 7      | Mercy Apondi Obiero     | KEN  | 161 kg  |

### -69 kilogram
| rang   | naam                   | land | gewicht |
| ------ | ---------------------- | ---- | ------- |
| Goud   | Jeane Elizabeth Lassen | CAN  | 229 kg  |
| Zilver | Laishram Monika Devi   | IND  | 222 kg  |
| Brons  | Janet Marie Thelermont | SEY  | 205 kg  |
| 4      | Amanda Susan Phillips  | AUS  | 193 kg  |
| 5      | Natasha Perdue         | WAL  | 170 kg  |
| 6      | Irene Ajambo           | UGA  | 160 kg  |
| 7      | Agnes Selepe           | LES  | 76 kg   |

### -75 kilogram
| rang   | naam                  | land | gewicht |
| ------ | --------------------- | ---- | ------- |
| Goud   | Deborah Esther Lovely | AUS  | 208 kg  |
| Zilver | Sheba Deireragea      | NRU  | 202 kg  |
| Brons  | Babalwa Ndleleni      | RSA  | 182 kg  |
| 4      | Lindsay Borg          | MLT  | 165 kg  |
| 5      | Mariam Nalubanga      | UGA  | 160 kg  |
| 6      | Bothobile Shebe       | LES  | 100 kg  |

### +75 kilogram
| rang   | naam                | land | gewicht |
| ------ | ------------------- | ---- | ------- |
| Goud   | Geeta Rani          | IND  | 241 kg  |
| Zilver | Simple Kaur Bhumrah | IND  | 240 kg  |
| Brons  | Keisha-Dean Soffe   | NZL  | 224 kg  |
| 4      | Sheeva Peo Cook     | NRU  | 215 kg  |
| 5      | Sioe Haioti         | NIU  | 214 kg  |
| 6      | Asenaca Shaw        | FIJ  | 210 kg  |
| 7      | Kefilini Tualau     | TGA  | 210 kg  |
| 8      | Narita Viliamu      | NIU  | 202 kg  |
| 9      | Ele Opeloge         | SAM  | 185 kg  |
| 10     | Shalinee Valaydon   | MRI  | 130 kg  |
| 11     | Moitheri Phoba      | LES  | 80 kg   |

## Onderdeel voor gehandicapten

### Powerlifting voor mannen
| rang   | naam                          | land | punten |
| ------ | ----------------------------- | ---- | ------ |
| Goud   | Ruel Ishaku                   | NGR  | 190.2  |
| Zilver | Jason Lee Irving              | ENG  | 180.8  |
| Brons  | Darren Leslie Gardiner        | AUS  | 178.9  |
| 4      | Samson Okuto Abayo            | KEN  | 174.6  |
| 5      | Kenneth William Charles Doyle | CAN  | 170.4  |
| 6      | Rajinder Singh Rahelu         | IND  | 170.0  |
| 7      | George Taamaru                | NZL  | 168.4  |
| 8      | Chia Chern Koh                | MAS  | 159.1  |
| 9      | Sadun Perera                  | SRI  | 157.2  |
| 10     | Farman Basha                  | IND  | 156.8  |
| 11     | Anthony Ronald Peddle         | ENG  | 156.7  |
| 12     | Steven Keith Green            | AUS  | 152.1  |
| 13     | Sachin Chaudhary              | IND  | 152.1  |
| 14     | Ricardo Roberto FitzPatrick   | RSA  | 149.6  |
| 15     | Paul Charles Hyde             | AUS  | 149.2  |
| 16     | Evgeni Nikolaevich Popov      | RSA  | 147.5  |
| 17     | Denis Omondi Muga             | KEN  | 132.7  |
| 18     | Ernest Justin Nyabalale       | TAN  | 127.1  |
| 19     | Joseph Ochieng Otieno         | KEN  | 120.8  |
| 20     | Gideon Mark Griffiths         | WAL  | 117.1  |
| 21     | Seif Ally Chembela            | TAN  | 116.2  |

De punten zijn bepaald aan de hand van de geheven gewichten in combinatie met de klasse van de handicap van de atleet.

## Medaillespiegel
| rang | land                | goud | zilver | brons | totaal |
| ---- | ------------------- | ---- | ------ | ----- | ------ |
| 1    | Australië           | 4    | 3      | 4     | 11     |
| 2    | India               | 3    | 5      | 1     | 9      |
| 3    | Canada              | 3    | 3      | 1     | 7      |
| 4    | Maleisië            | 1    | 1      | 3     | 5      |
| 5    | Pakistan            | 1    | 0      | 1     | 2      |
| 6    | Ghana               | 1    | 0      | 0     | 1      |
|      | Nigeria             | 1    | 0      | 0     | 1      |
|      | Sri Lanka           | 1    | 0      | 0     | 1      |
|      | Wales               | 1    | 0      | 0     | 1      |
| 10   | Kameroen            | 0    | 1      | 1     | 2      |
|      | Nauru               | 0    | 1      | 1     | 2      |
| 12   | Engeland            | 0    | 1      | 0     | 1      |
|      | Papoea-Nieuw-Guinea | 0    | 1      | 0     | 1      |
| 14   | Nieuw-Zeeland       | 0    | 0      | 1     | 1      |
|      | Schotland           | 0    | 0      | 1     | 1      |
|      | Seychellen          | 0    | 0      | 1     | 1      |
|      | Zuid-Afrika         | 0    | 0      | 1     | 1      |

Atletiek · Badminton · Basketbal · Boksen · Bowls · Gewichtheffen · Hockey · Mountainbike · Netball · Ritmische gymnastiek · Rugby Sevens · Schietsport · Schoonspringen · Squash · Synchroonzwemmen · Tafeltennis · Triatlon · Turnen · Wielersport (baan · weg) · Zwemmen